# Agama etoshae
L'agama di Etosha (Agama etoshae Mclachlan, 1981) è un sauro della famiglia Agamidae, endemico dell'Etosha Pan in Namibia.

## Distribuzione e habitat
La specie è endemica della Namibia.
Il suo habitat sono le aree di prateria alofila dell'Etosha Pan.